# Waskia
Le waskia est une langue papoue parlée en Papouasie-Nouvelle-Guinée, dans la province de Madang, essentiellement sur l'île de Karkar.

## Classification
Le waskia forme avec le korak la famille des langues kowanes, une des groupes des langues madang.

## Phonologie
Les  voyelles du waskia sont :

### Voyelles
|         | Antérieure | Postérieure |
| ------- | ---------- | ----------- |
| Fermée  | i [i]      | u [u]       |
| Moyenne | e [e]      | o [o]       |
| Ouverte |            | ɑ [ɑ]       |

### Consonnes
Les consonnes du waskia sont :
|              |              | Bilabiales | Alvéolaires | Post-alv. | Dorsales | Dorsales |
| ------------ | ------------ | ---------- | ----------- | --------- | -------- | -------- |
| Palatales    | Vélaires     | Bilabiales | Alvéolaires | Post-alv. |          |          |
| Occlusives   | Sourde       | p [p]      | t [t]       |           |          | k [k]    |
| Occlusives   | Sonore       | b [b]      | d [d]       |           |          | g [g]    |
| Fricative    | Fricative    |            | s [s]       |           |          |          |
| Nasale       | Nasale       | m [m]      | n [n]       |           |          | ŋ [ŋ]    |
| Latérale     | Latérale     |            |             | l [l]     |          |          |
| Roulée       | Roulée       |            | r [r]       |           |          |          |
| Semi-voyelle | Semi-voyelle | w [w]      |             |           | y [ j]   |          |

## Écriture
Le waskia s'écrit avec l'alphabet latin.
| Caractère     | Caractère | Caractère | Caractère | Caractère | Caractère | Caractère | Caractère | Caractère | Caractère | Caractère | Caractère | Caractère | Caractère | Caractère | Caractère | Caractère | Caractère | Caractère |
| ------------- | --------- | --------- | --------- | --------- | --------- | --------- | --------- | --------- | --------- | --------- | --------- | --------- | --------- | --------- | --------- | --------- | --------- | --------- |
| a             | b         | d         | e         | g         | i         | k         | l         | m         | n         | ng        | o         | p         | r         | s         | t         | u         | w         | y         |
| Prononciation |           |           |           |           |           |           |           |           |           |           |           |           |           |           |           |           |           |           |
| ɑ             | b         | d         | e         | g         | i         | k         | l         | m         | n         | ŋ         | o         | p         | r         | s         | t         | u         | w         | j         |

## Sources
- (en) Fay Barker, 1992, Waskia Organized Phonological Data, manuscrit, Ukarumpa, SIL International.